# Острів (пам'ятка природи)
О́стрів — ботанічна пам'ятка природи місцевого значення в Україні. Розташована в межах Рівненського району Рівненської області, неподалік від південно-східної околиці села Городок.
Площа 15 га. Статус надано згідно з рішенням Рівненської облради від 28.02.1995 року № 33. Перебуває у віданні Городоцької сільської ради.
Статус надано з метою збереження болотно-лучної ділянки, яка охоплює пагорб і частину стариці річки Устя. Зростають трясунка середня, грястиця збірна, заяча конюшина багатолиста, а також рутвиця звивиста, нонея російська, будяк пониклий, самосил гайовий, чебрець Маршаллів, дзвоники сибірські, конюшина альпійська і гірська, люцерна лежача, в'язіль барвистий. Є рідкісні та малопоширені види — цибуля круглоголова, оман мечолистий, осока притиснута, осока слабка. В нижній частині ділянки зростають чагарники: свидина криваво-червона, шипшина, глід, барбарис, а також цінна лікарська рослина — тирлич хрещатий.
У заболоченій смузі при підніжжі пагорба переважають угруповання очерету, ростуть осока гостра, рогіз широколистий, хвощ річковий, вех широколистий, бобівник трилистий, валеріана висока, цикута отруйна та інші види. Виявлена велика популяція пальчатокорінника м'ясочервоного, біля підніжжя схилу зростає пальчатокорінник Фукса (обидва види занесені до Червоної книги України).